# Nederländernas bidrag i Eurovision Song Contest

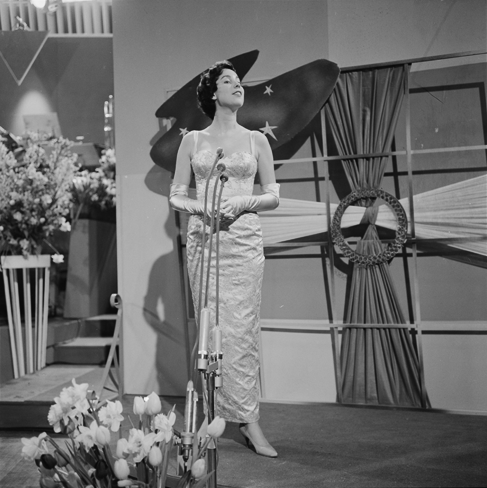
Corry Brokken i Frankfurt (1957).

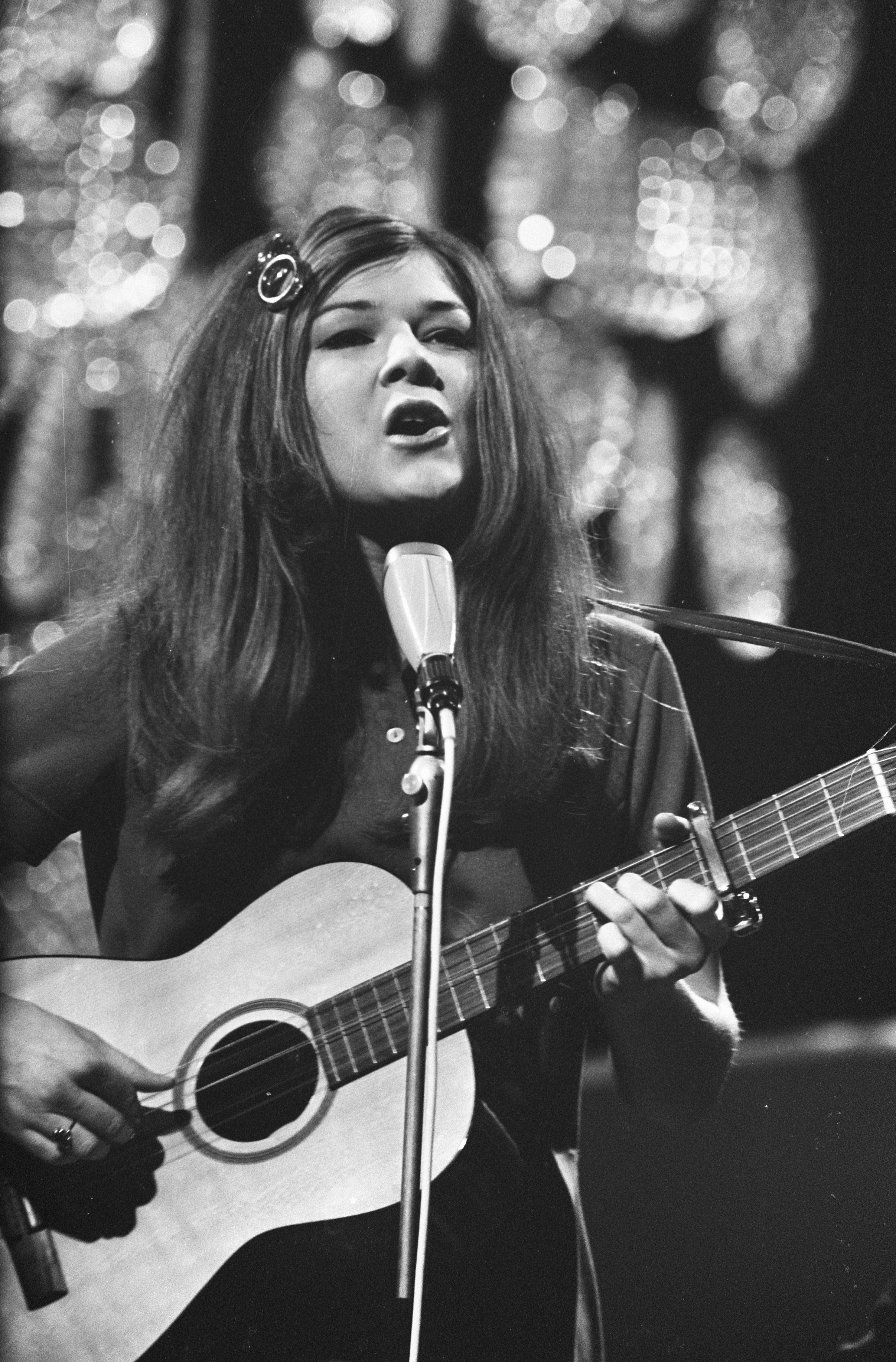
Lenny Kuhr i Madrid (1969).

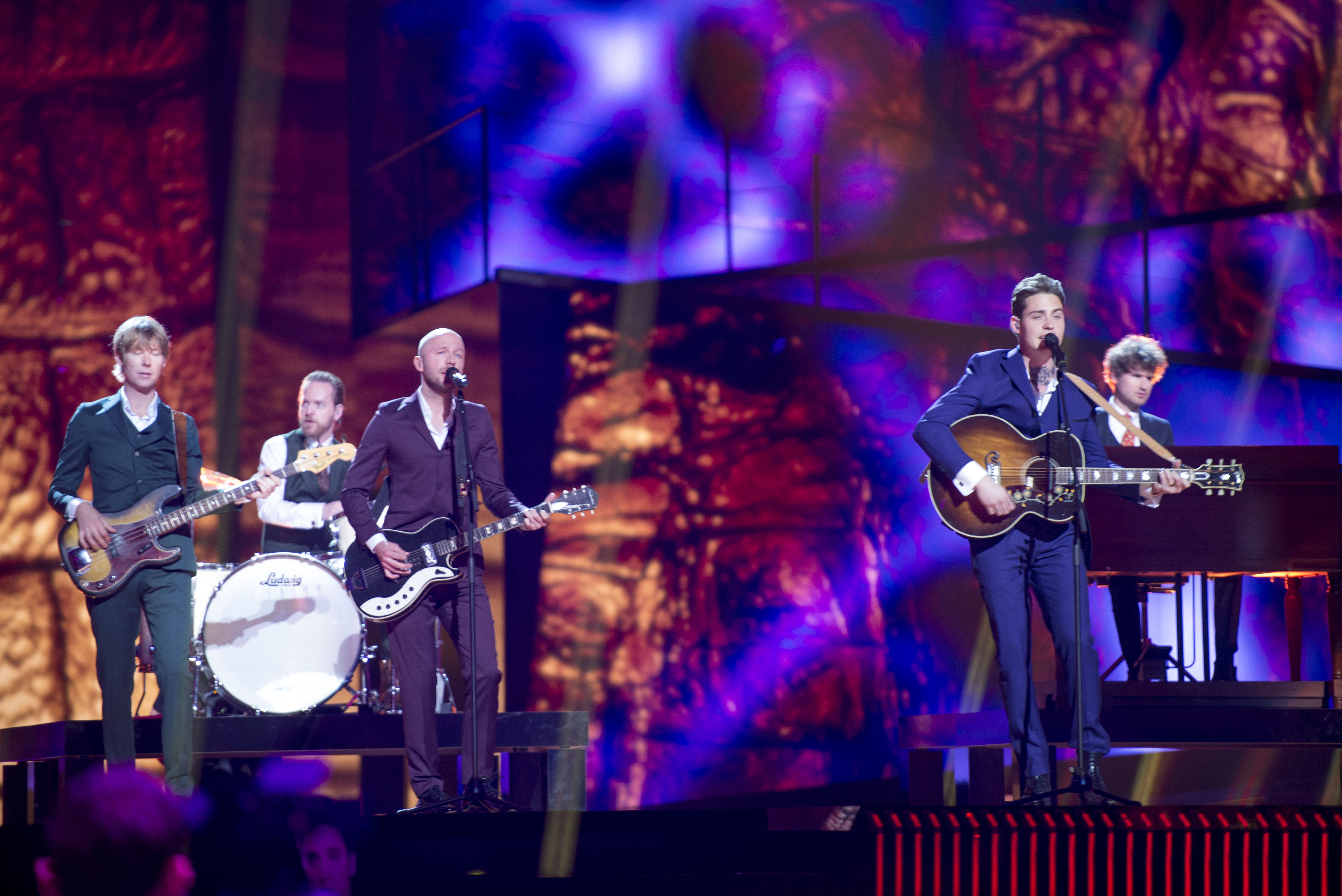
Douwe Bob i Stockholm (2016).

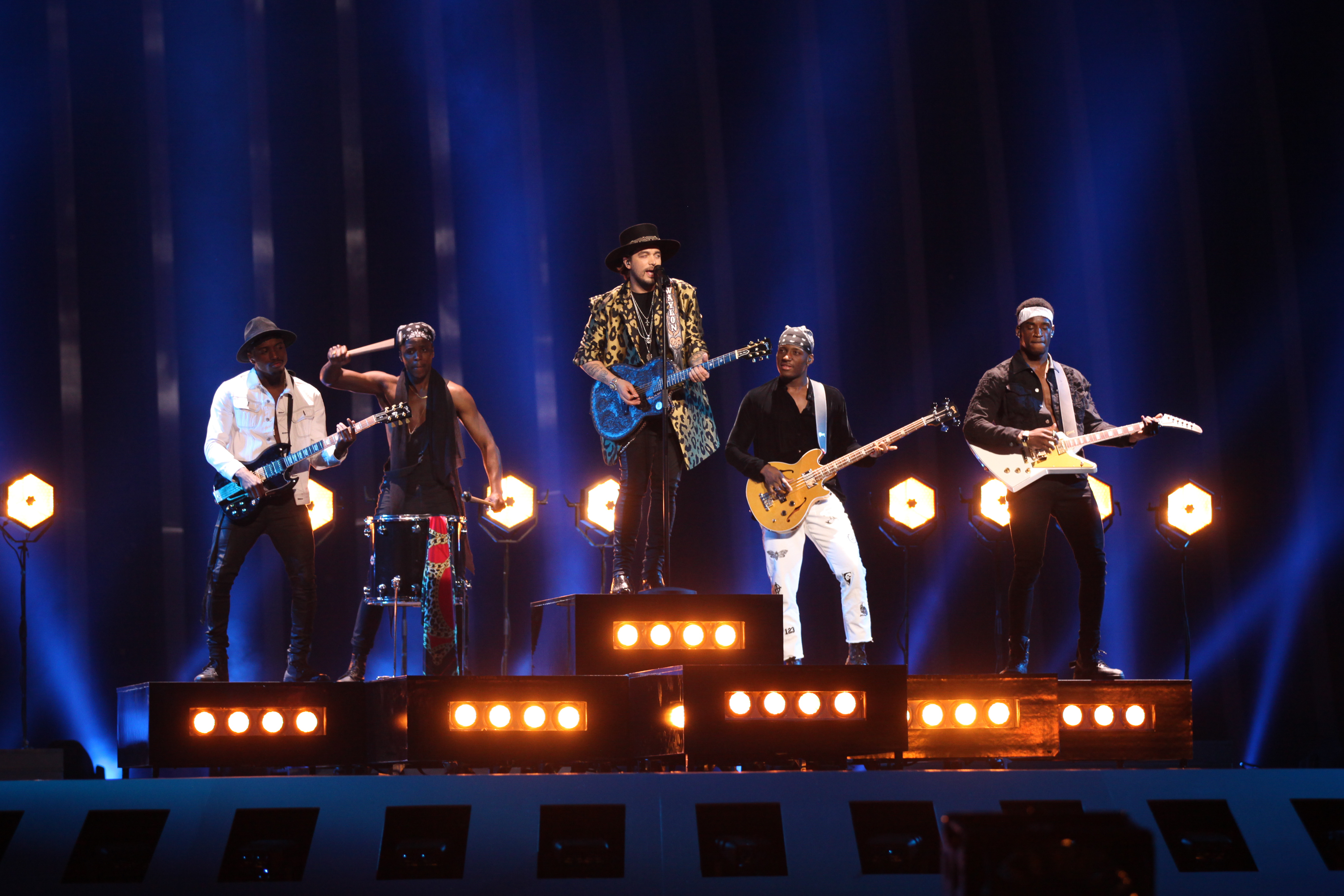
Waylon i Lissabon (2018).

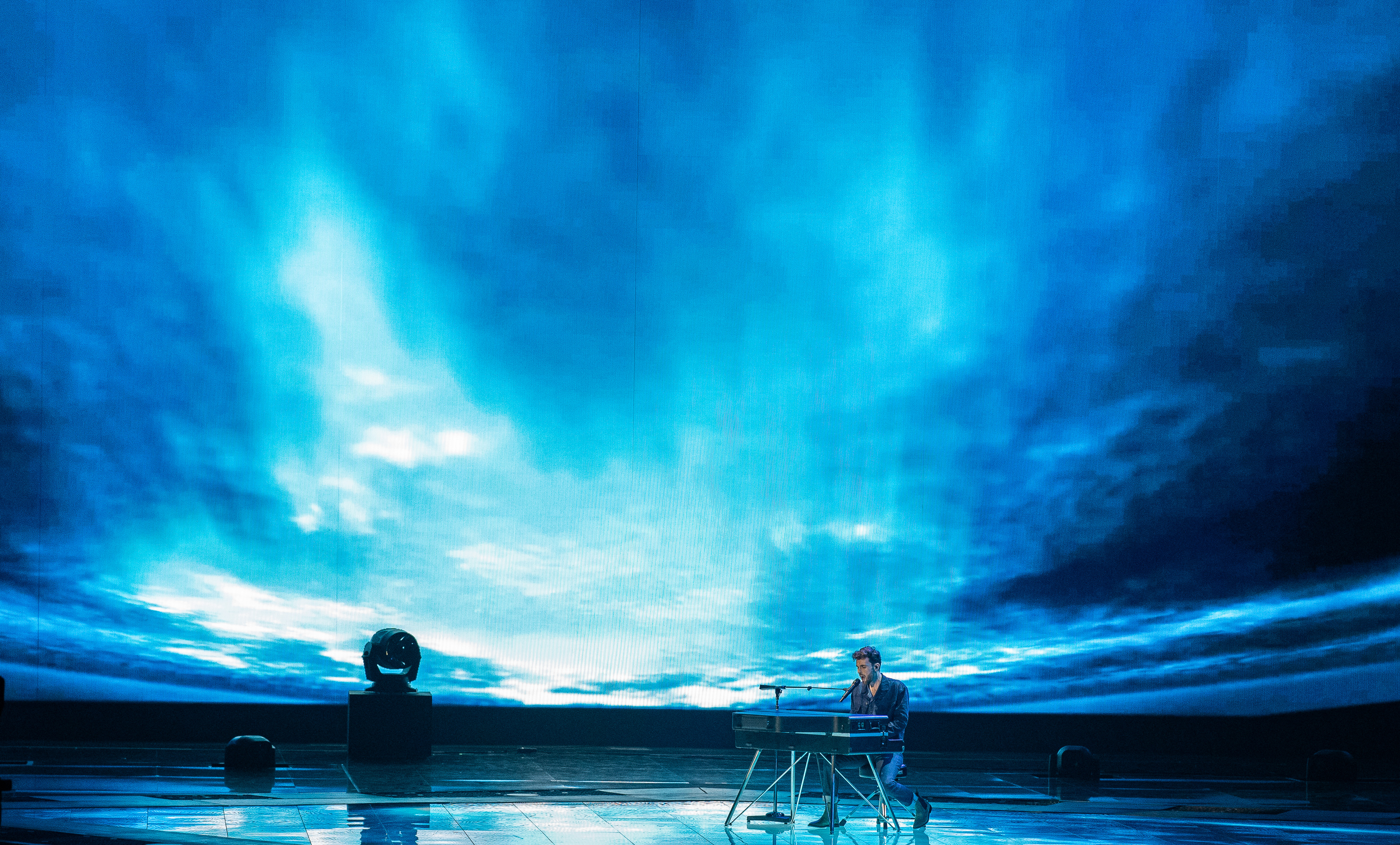
Duncan Laurence i Tel Aviv (2019).

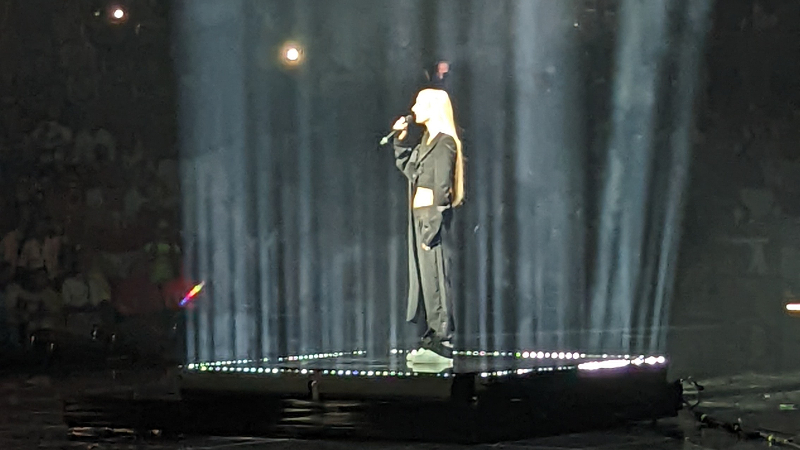
S10 i Turin (2022).

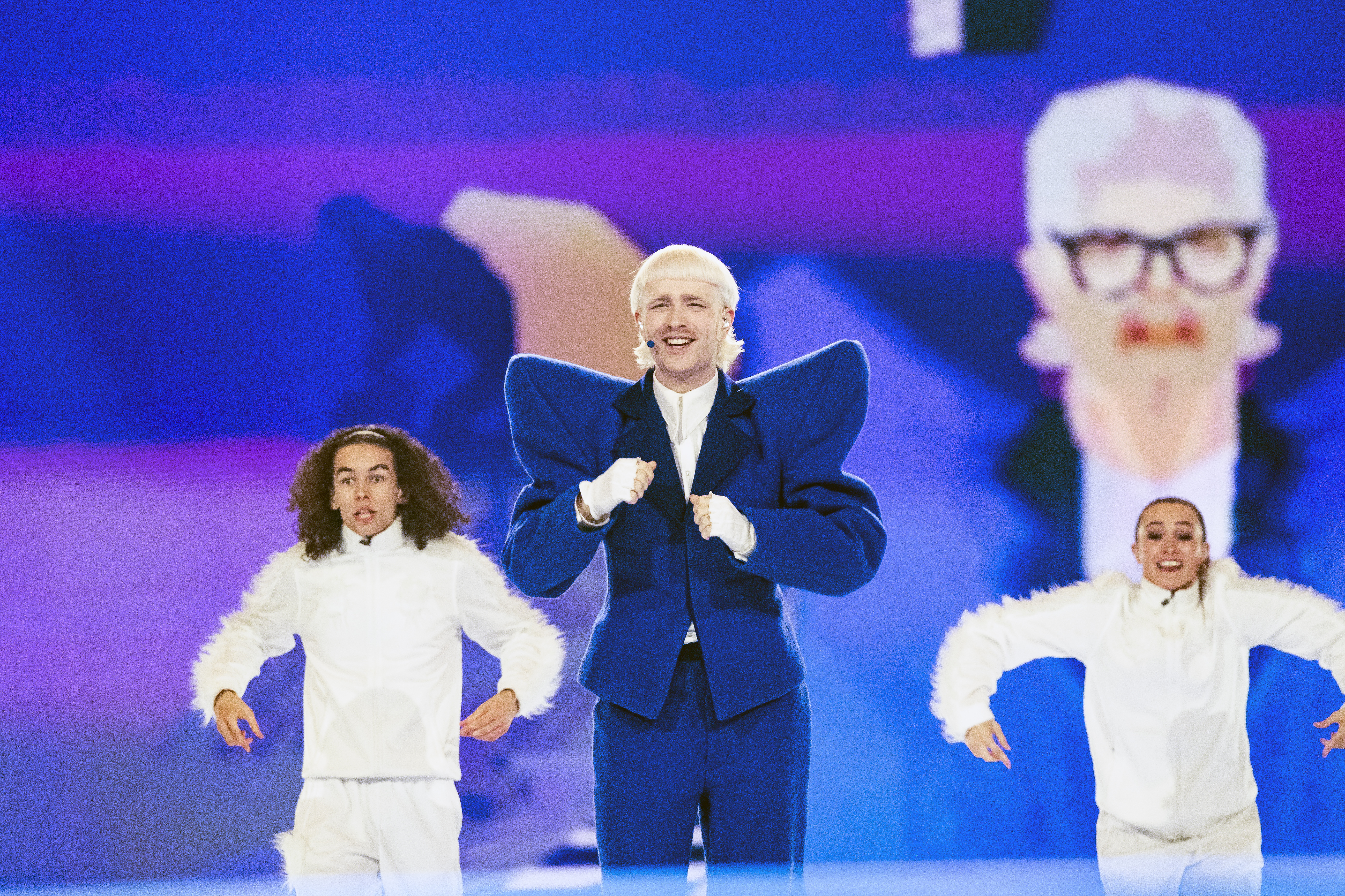
Joost Klein i Malmö (2024).

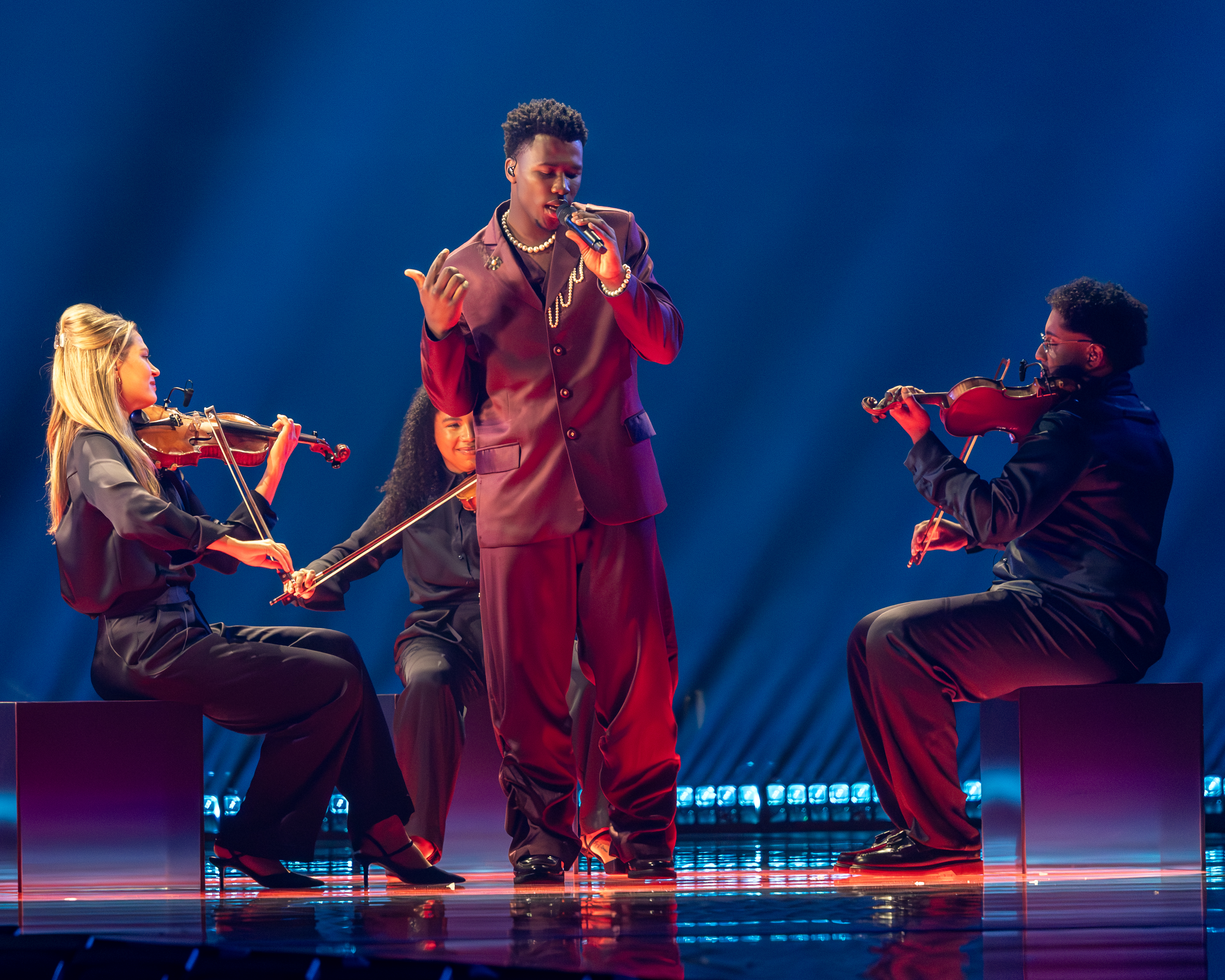
Claude i Basel (2025).

Nederländerna debuterade i Eurovision Song Contest 1956 och har till och med 2025 deltagit 65 gånger. Det holländska tv-bolaget AVROTROS har varit ansvarig för Nederländernas medverkan varje år sedan 2014. Tävlingen har genom åren sänts i Nederländerna av NTS (från 1956 till 1969), NOS (från 1970 till 2009) och TROS (från 2010 till 2013).
Nederländerna har hittills stått som segrare i tävlingen vid fem tillfällen; 1957,  1959, 1969, 1975 och 2019. Landet har också stått på pallplats vid ytterligare två tillfällen; en andraplats från 2014 och en tredjeplats från 1974.

## Nederländerna i Eurovision Song Contest

### Historia
Nederländerna är ett av de sju länder som deltog i den första upplagan av tävlingen 1956. Året därpå kom den första segern för Nederländerna med låten "Net als toen" framförd av Corry Brokken. 1959, två år efter första segern, kom den andra segern för landet. Teddy Scholten med låten Een Beetje vann tävlingen i Cannes och Nederländerna blev därmed det första landet i tävlingen att vinna mer än en gång. Trots att Nederländerna hade vunnit 1959, avböjde den nederländska televisionen att arrangera tävlingen igen, så snart efter sitt arrangemang av 1958 års tävling och därför fick Storbritannien, som hade kommit tvåa året före, arrangera den istället. Under 1960-talet gick det inte så bra för Nederländerna då man oftast hamnade bland bottenplaceringarna, man kom bland annat sist vid tre tillfällen, 1962, 1963 och 1968, varav de två förstnämnda åren blev man poänglöst. 1969 stod Nederländerna tillsammans med Spanien, Storbritannien och Frankrike som segrare i finalen då alla fyra länderna hade slutat på delad första plats med lika mycket poäng. Efter en lottdragning fick Nederländerna äran att arrangera tävlingen 1970. Nederländernas fjärde seger kom i Stockholm 1975 med gruppen Teach-In och låten "Ding-a-dong". 1980 arrangerades tävlingen i Haag, Nederländerna, trots att Israel hade vunnit året innan. Israel avstod från att arrangera av ekonomiska skäl och Spanien och Frankrike som kom två respektive trea avböjde också de. Nederländerna erbjöd sig därpå att arrangera festivalen, vilket man även fick. Efter segern 1975 fram till början på 2000-talet hamnade Nederländerna på blandade resultat, som bäst slutade man på fjärdeplats i finalen i Birmingham 1998 med Edsilia Rombley, som senare representerade landet 2007. Landet har uteblivit från tävlingen vid fyra tillfällen sedan debuten, vilket också skedde under denna perioden. 1985 och 1991 deltog landet inte i Eurovision för att tävlingen hölls samma dag som landets minnesdag Dodenherdenking, 4 maj.  Från 1994 fram till 2003 var de dåvarande tävlingsreglerna sådana att länder som placerade sig sämre ett år fick avstå medverkan året därpå för att kunna göra plats åt andra länder som hade fått avstå året innan att delta (Sovjetunionens och Jugoslaviens fall resulterade i att flera länder ville delta vilket ledde till denna regel). Nederländerna uteblev från tävlingen både 1995 och 2002 eftersom man hamnade på en dålig placering året före. 
När systemet med semifinal infördes 2004 kvalade Nederländerna sig in till finalen i Istanbul det året. Nederländerna slutade dock på tjugondeplats i finalen. Nederländerna misslyckades med att nå finalen på åtta försök mellan 2005 och 2012. 2013 var man tillbaka i finalen för första gången på nio år. I finalen i Malmö slutade Anouk på niondeplats, landets första topp tio placering på fjorton år. Året därpå,  med duon The Common Linnets, slutade Nederländerna som segrare i semifinalen och tvåa i finalen efter Österrike. Sedan 2014 har Nederländerna kvalificerat sig till finalen varje år förutom 2015. 2019 kom Nederländernas femte seger, efter 44 års väntan, med Duncan Laurence och låten 
"Arcade". 2024 kvalificerade sig till finalen med artisten Joost Klein, men bidraget diskvalificerades i samband med en incident där artisten enligt uppgift skulle ha hotat en kvinnlig tv-fotograf. Efter diskvalificeringen var Nederländernas fortsatta deltagande i tävlingen osäkert då man ansåg att straffet var "oproportionerligt strängt". Nederländerna valde till slut att fortsätta delta i tävlingen. 2025 representerades landet av Claude som slutade tolva i finalen.

### Nationell uttagningsform
Nederländerna har inget standardsystem för att välja ut artist och bidrag, man har varierat sättet antingen via nationell uttagning eller internval. När det gäller nationell uttagning har landet använt sig av uttagningen Nationaal Songfestival vid samtliga tillfällena då man arrangerat en tävling. Upplägget har varierat mellan åren. I vissa fall har man endast använt sig av en final och vid andra tillfällen har man haft heats och semifinaler som avslutas med final. Det har också varit så att uttagningen har gått ut på att välja artisten, men bidraget har valts ut internt av TV-bolaget. Sedan 2013 har TV-bolaget enbart använt sig av internval.

## Resultattabell
| 1 | Vinnare                            |
| 2 | Andra plats                        |
| 3 | Tredje plats                       |
| ◁ | Sista plats                        |
| X | Ett bidrag valdes men tävlade inte |

| År               | Artist                    | Bidrag                         | Språk                  | Final              | Poäng              | Semi               | Poäng              |
| ---------------- | ------------------------- | ------------------------------ | ---------------------- | ------------------ | ------------------ | ------------------ | ------------------ |
| 1956             | Jetty Paerl               | "De vogels van Holland"        | Nederländska           | 2                  | i.u.               | Inga semifinaler   | Inga semifinaler   |
| 1956             | Corry Brokken             | "Voorgoed voorbij"             | Nederländska           | 2                  | i.u.               | Inga semifinaler   | Inga semifinaler   |
| 1957             | Corry Brokken             | "Net als toen"                 | Nederländska           | 1                  | 31                 | Inga semifinaler   | Inga semifinaler   |
| 1958             | Corry Brokken             | "Heel de wereld"               | Nederländska           | 9                  | 1                  | Inga semifinaler   | Inga semifinaler   |
| 1959             | Teddy Scholten            | "Een Beetje"                   | Nederländska           | 1                  | 21                 | Inga semifinaler   | Inga semifinaler   |
| 1960             | Rudi Carrell              | "Wat een geluk"                | Nederländska           | 12                 | 2                  | Inga semifinaler   | Inga semifinaler   |
| 1961             | Greetje Kauffeld          | "Wat een dag"                  | Nederländska           | 10                 | 6                  | Inga semifinaler   | Inga semifinaler   |
| 1962             | De Spelbrekers            | "Katinka"                      | Nederländska           | 13                 | 0                  | Inga semifinaler   | Inga semifinaler   |
| 1963             | Annie Palmen              | "Een speeldoos"                | Nederländska           | 13                 | 0                  | Inga semifinaler   | Inga semifinaler   |
| 1964             | Anneke Grönloh            | "Jij bent mijn leven"          | Nederländska           | 10                 | 2                  | Inga semifinaler   | Inga semifinaler   |
| 1965             | Conny Vandenbos           | "'t Is genoeg"                 | Nederländska           | 11                 | 5                  | Inga semifinaler   | Inga semifinaler   |
| 1966             | Milly Scott               | "Fernando en Filippo"          | Nederländska           | 15                 | 2                  | Inga semifinaler   | Inga semifinaler   |
| 1967             | Thérèse Steinmetz         | "Ring-dinge-ding"              | Nederländska           | 14                 | 2                  | Inga semifinaler   | Inga semifinaler   |
| 1968             | Ronnie Tober              | "Morgen"                       | Nederländska           | 16                 | 1                  | Inga semifinaler   | Inga semifinaler   |
| 1969             | Lenny Kuhr                | "De troubadour"                | Nederländska           | 1                  | 18                 | Inga semifinaler   | Inga semifinaler   |
| 1970             | Hearts of Soul            | "Waterman"                     | Nederländska           | 7                  | 7                  | Inga semifinaler   | Inga semifinaler   |
| 1971             | Saskia & Serge            | "Tijd"                         | Nederländska           | 6                  | 85                 | Inga semifinaler   | Inga semifinaler   |
| 1972             | Sandra & Andres           | "Als het om de liefde gaat"    | Nederländska           | 4                  | 106                | Inga semifinaler   | Inga semifinaler   |
| 1973             | Ben Cramer                | "De oude muzikant"             | Nederländska           | 14                 | 69                 | Inga semifinaler   | Inga semifinaler   |
| 1974             | Mouth & MacNeal           | "I See a Star"                 | Engelska               | 3                  | 15                 | Inga semifinaler   | Inga semifinaler   |
| 1975             | Teach-In                  | "Ding-a-dong"                  | Engelska               | 1                  | 152                | Inga semifinaler   | Inga semifinaler   |
| 1976             | Sandra Reemer             | "The Party's Over"             | Engelska               | 9                  | 56                 | Inga semifinaler   | Inga semifinaler   |
| 1977             | Heddy Lester              | "De mallemolen"                | Nederländska           | 12                 | 35                 | Inga semifinaler   | Inga semifinaler   |
| 1978             | Harmony                   | "'t Is OK"                     | Nederländska           | 13                 | 37                 | Inga semifinaler   | Inga semifinaler   |
| 1979             | Xandra                    | "Colorado"                     | Nederländska           | 12                 | 51                 | Inga semifinaler   | Inga semifinaler   |
| 1980             | Maggie MacNeal            | "Amsterdam"                    | Nederländska           | 5                  | 93                 | Inga semifinaler   | Inga semifinaler   |
| 1981             | Linda Williams            | "Het is een wonder"            | Nederländska           | 9                  | 51                 | Inga semifinaler   | Inga semifinaler   |
| 1982             | Bill van Dijk             | "Jij en ik"                    | Nederländska           | 16                 | 8                  | Inga semifinaler   | Inga semifinaler   |
| 1983             | Bernadette                | "Sing Me a Song"               | Nederländska, engelska | 7                  | 66                 | Inga semifinaler   | Inga semifinaler   |
| 1984             | Maribelle                 | "Ik hou van jou"               | Nederländska           | 13                 | 34                 | Inga semifinaler   | Inga semifinaler   |
| Deltog inte 1985 |                           |                                |                        |                    |                    |                    |                    |
| 1986             | Frizzle Sizzle            | "Alles heeft ritme"            | Nederländska           | 13                 | 40                 | Inga semifinaler   | Inga semifinaler   |
| 1987             | Marcha                    | "Rechtop in de wind"           | Nederländska           | 5                  | 83                 | Inga semifinaler   | Inga semifinaler   |
| 1988             | Gerard Joling             | "Shangri-La"                   | Nederländska           | 9                  | 70                 | Inga semifinaler   | Inga semifinaler   |
| 1989             | Justine Pelmelay          | "Blijf zoals je bent"          | Nederländska           | 15                 | 45                 | Inga semifinaler   | Inga semifinaler   |
| 1990             | Maywood                   | "Ik wil alles met je delen"    | Nederländska           | 15                 | 25                 | Inga semifinaler   | Inga semifinaler   |
| Deltog inte 1991 |                           |                                |                        |                    |                    |                    |                    |
| 1992             | Humphrey Campbell         | "Wijs me de weg"               | Nederländska           | 9                  | 67                 | Inga semifinaler   | Inga semifinaler   |
| 1993             | Ruth Jacott               | "Vrede"                        | Nederländska           | 6                  | 92                 | Inga semifinaler   | Inga semifinaler   |
| 1994             | Willeke Alberti           | "Waar is de zon"               | Nederländska           | 23                 | 4                  | Inga semifinaler   | Inga semifinaler   |
| Deltog inte 1995 |                           |                                |                        |                    |                    |                    |                    |
| 1996             | Maxine & Franklin Brown   | "De eerste keer"               | Nederländska           | 7                  | 78                 | 9                  | 63                 |
| 1997             | Mrs. Einstein             | "Niemand heeft nog tijd"       | Nederländska           | 22                 | 5                  | Inga semifinaler   | Inga semifinaler   |
| 1998             | Edsilia Rombley           | "Hemel en Aarde"               | Nederländska           | 4                  | 150                | Inga semifinaler   | Inga semifinaler   |
| 1999             | Marlayne                  | "One Good Reason"              | Engelska               | 8                  | 71                 | Inga semifinaler   | Inga semifinaler   |
| 2000             | Linda Wagenmakers         | "No Goodbyes"                  | Engelska               | 13                 | 40                 | Inga semifinaler   | Inga semifinaler   |
| 2001             | Michelle                  | "Out On My Own"                | Engelska               | 18                 | 16                 | Inga semifinaler   | Inga semifinaler   |
| Deltog inte 2002 |                           |                                |                        |                    |                    |                    |                    |
| 2003             | Esther Hart               | "One More Night"               | Engelska               | 13                 | 45                 | Inga semifinaler   | Inga semifinaler   |
| 2004             | Re-Union                  | "Without You"                  | Engelska               | 20                 | 11                 | 6                  | 146                |
| 2005             | Glennis Grace             | "My Impossible Dream"          | Engelska               | Kvalificerade inte | Kvalificerade inte | 14                 | 53                 |
| 2006             | Treble                    | "Amambanda"                    | Påhittat, engelska     | Kvalificerade inte | Kvalificerade inte | 20                 | 22                 |
| 2007             | Edsilia Rombley           | "On Top of the World"          | Engelska               | Kvalificerade inte | Kvalificerade inte | 21                 | 38                 |
| 2008             | Hind                      | "Your Heart Belongs to Me"     | Engelska               | Kvalificerade inte | Kvalificerade inte | 13                 | 27                 |
| 2009             | De Toppers                | "Shine"                        | Engelska               | Kvalificerade inte | Kvalificerade inte | 17                 | 11                 |
| 2010             | Sieneke                   | "Ik ben verliefd (Sha-la-lie)" | Nederländska           | Kvalificerade inte | Kvalificerade inte | 14                 | 29                 |
| 2011             | 3JS                       | "Never Alone"                  | Engelska               | Kvalificerade inte | Kvalificerade inte | 19                 | 13                 |
| 2012             | Joan Franka               | "You and Me"                   | Engelska               | Kvalificerade inte | Kvalificerade inte | 15                 | 35                 |
| 2013             | Anouk                     | "Birds"                        | Engelska               | 9                  | 114                | 6                  | 75                 |
| 2014             | The Common Linnets        | "Calm after the Storm"         | Engelska               | 2                  | 238                | 1                  | 150                |
| 2015             | Trijntje Oosterhuis       | "Walk Along"                   | Engelska               | Kvalificerade inte | Kvalificerade inte | 14                 | 33                 |
| 2016             | Douwe Bob                 | "Slow Down"                    | Engelska               | 11                 | 153                | 5                  | 197                |
| 2017             | OG3NE                     | "Lights and Shadows"           | Engelska               | 11                 | 150                | 4                  | 200                |
| 2018             | Waylon                    | "Outlaw in 'Em"                | Engelska               | 18                 | 121                | 7                  | 174                |
| 2019             | Duncan Laurence           | "Arcade"                       | Engelska               | 1                  | 498                | 1                  | 280                |
| 2020             | Jeangu Macrooy            | "Grow"                         | Engelska               | Tävlingen inställd | Tävlingen inställd | Tävlingen inställd | Tävlingen inställd |
| 2021             | Jeangu Macrooy            | "Birth Of A New Age"           | Engelska, sranan       | 23                 | 11                 | Värdland           | Värdland           |
| 2022             | S10                       | "De Diepte"                    | Nederländska           | 11                 | 171                | 2                  | 221                |
| 2023             | Mia Nicolai & Dion Cooper | "Burning Daylight"             | Engelska               | Kvalificerade inte | Kvalificerade inte | 13                 | 7                  |
| 2024             | Joost Klein               | "Europapa"                     | Nederländska           | Diskvalificerad    | Diskvalificerad    | 2                  | 182                |
| 2025             | Claude                    | "C'est la vie"                 | Franska, engelska      | 12                 | 175                | 3                  | 121                |

## Värdland
| År                           | Stad      | Arena          | Presentör                                                  |
| ---------------------------- | --------- | -------------- | ---------------------------------------------------------- |
| Eurovision Song Contest 1958 | Hilversum | AVRO Studio    | Hannie Lips                                                |
| Eurovision Song Contest 1970 | Amsterdam | Congrescentrum | Willy Dobbe                                                |
| Eurovision Song Contest 1976 | Haag      | Congresgebouw  | Corry Brokken                                              |
| Eurovision Song Contest 1980 | Haag      | Congresgebouw  | Marlous Fluitsma                                           |
| Eurovision Song Contest 2020 | Rotterdam | Rotterdam Ahoy | Chantal Janzen, Edsilia Rombley, Jan Smit                  |
| Eurovision Song Contest 2021 | Rotterdam | Rotterdam Ahoy | Chantal Janzen, Edsilia Rombley, Jan Smit, Nikkie de Jager |

## Röstningshistorik (1957–2021)
Källa: Eurovision Song Contest Database

### Nederländerna hargivitmest poäng till...
| Endast finaler | Endast finaler | Endast finaler |
| Nr             | Land           | Poäng          |
| -------------- | -------------- | -------------- |
| 1              | Sverige        | 190            |
| 2              | Frankrike      | 186            |
| 3              | Belgien        | 179            |
| 4              | Tyskland       | 167            |
| 5              | Schweiz        | 158            |

| Finaler och semifinaler | Finaler och semifinaler | Finaler och semifinaler |
| Nr                      | Land                    | Poäng                   |
| ----------------------- | ----------------------- | ----------------------- |
| 1                       | Sverige                 | 279                     |
| 2                       | Belgien                 | 252                     |
| 3                       | Danmark                 | 218                     |
| 3                       | Norge                   | 218                     |
| 5                       | Israel                  | 203                     |

### Nederländerna harmottagitflest poäng från...
| Endast finaler | Endast finaler | Endast finaler |
| Nr             | Land           | Poäng          |
| -------------- | -------------- | -------------- |
| 1              | Belgien        | 186            |
| 2              | Frankrike      | 158            |
| 3              | Irland         | 151            |
| 4              | Tyskland       | 147            |
| 5              | Schweiz        | 138            |

| Finaler och semifinaler | Finaler och semifinaler | Finaler och semifinaler |
| Nr                      | Land                    | Poäng                   |
| ----------------------- | ----------------------- | ----------------------- |
| 1                       | Belgien                 | 268                     |
| 2                       | Irland                  | 199                     |
| 3                       | Tyskland                | 198                     |
| 4                       | Frankrike               | 195                     |
| 5                       | Danmark                 | 192                     |
| 5                       | Österrike               | 192                     |